# Kang Hae-won
Kang Hae-won (kor. 강해원; * 19. März 1986) ist eine südkoreanische Badmintonspielerin. 

## Karriere
Kang Hae-won gewann 2004 die German Juniors. Im Folgejahr belegte sie bei den Vietnam International 2005 Rang zwei und beim Smiling Fish 2005 Rang drei. 2007 startete sie bei der Sommer-Universiade, 2010 bei den Australia Open und der Korea Open Super Series.